# 暮雲街道
暮雲街道（ぼうんかいどう）は中華人民共和国湖南省長沙市天心区の街道。

## 行政区画
- 暮雲社区
- 雲塘社区
- 華月湖社区
- 高雲村
- 西湖村
- 蓮華村
- 暮雲新村
- 許興村

## 歴史
清・光緒『湘潭県志』に云く：自涓口発舟、便已遙見陰雲接暖、百里所瞻、或題其陽為朝霞、陰為暮雲。
1992年、暮雲鎮と改編。
2013年12月26日、暮雲街道・南托街道として分離独立。
2015年1月14日、暮雲街道は天心区の管轄に属する。

## 地理
暮雲街道は長沙市南部に位置し、北は先鋒街道・黒石鋪街道と、東は雨花区と、西は湘江・岳麓区と、南は湘潭市とそれぞれ接している。
- 河川：湘江

## 教育
- 長沙市耀華中学
- 長沙理工大学雲塘校区
- 湖南科技職業技術学院

## 交通

### 道路
- 芙蓉南路
- 107国道

## 観光
- 長沙生態動物園